# Circolo Canottieri Napoli 2014-2015

## Rosa
| N° |                   | Ruolo | Giocatore          |
| -- | ----------------- | ----- | ------------------ |
| 1  | Italia (bandiera) | P     | Pasquale Turiello  |
| 13 | Italia (bandiera) | P     | Gabriele Vassallo  |
| 2  | Italia (bandiera) | D     | Fabrizio Buonocore |
| 12 | Italia (bandiera) | D     | Umberto Esposito   |
| 7  | Italia (bandiera) | D     | Fabio Ronga        |
| 10 | Italia (bandiera) | D     | Alessandro Velotto |

| N° |                       | Ruolo | Giocatore               |
| -- | --------------------- | ----- | ----------------------- |
| 9  | Italia (bandiera)     | CV    | Giuliano Mattiello      |
| 3  | Italia (bandiera)     | A     | Luigi Di Costanzo       |
| 8  | Italia (bandiera)     | A     | Eduardo Campopiano      |
| 5  | Montenegro (bandiera) | A     | Darko Brguljan          |
| 4  | Italia (bandiera)     | A     | Massimiliano Migliaccio |
| 6  | Italia (bandiera)     | CB    | Biagio Borrelli         |
| 11 | Italia (bandiera)     | CB    | Fabio Baraldi           |

### Staff
- Allenatore:  Paolo Zizza
- Assistente:  Vincenzo Massa
- Team Manager:  Mario Morelli
- Consigliere:  Paolo Trapanese
- Preparatore Atletico:  Nicola Agosti
- Medico sociale:  Elio Picardi
- Addetto stampa:  Rosario Mazzitelli

## Mercato
| Acquisti | Acquisti                | Acquisti    | Acquisti |
| R.       | Nome                    | da          |          |
| -------- | ----------------------- | ----------- | -------- |
| D        | Giuliano Mattiello      | Posillipo   |          |
| A        | Luigi Di Costanzo       | Acquachiara |          |
| CB       | Massimiliano Migliaccio | RN Latina   |          |

| Cessioni | Cessioni          | Cessioni      | Cessioni |
| R.       | Nome              | a             |          |
| -------- | ----------------- | ------------- | -------- |
| CV       | Matteo Morelli    | USC Trojans   |          |
| A        | Tomislav Primorac | fine rapporto |          |
| CB       | Marco Parisi      | Roma Vis Nova |          |

## Risultati

### Serie A1

#### Girone di andata
| Arbitri: | Fabio Ricciotti Alessandro Severo |

|                                                         |           |                                   |
| Damonte: 3 Alesiani: 2 L. Bianco, Fulcheris, Pesenti: 1 | Marcatori | 2: Brguljan 1: Baraldi, Buonocore |

| Arbitri: | Daniele Bianco Stefano Scappini |

|                                        |           |                                                                 |
| Di Costanzo: 3 Brguljan, Campopiano: 1 | Marcatori | 3: Bodegas, D. Fiorentini, Rizzo 1: Molina, Nora, C. Presciutti |

| Arbitri: | Luca Bianco Marco Ercoli |

|                                               |           |                                                         |
| Gallo: 2 Dolce, Foglio, Mandolini, Radović: 1 | Marcatori | 3: Di Costanzo 2: Baraldi 1: Brguljan, Buonocore, Ronga |

| Arbitri: | Fabio Brasiliano Stefano Pinato |

|                                            |           |                                                                                   |
| Brguljan, Di Costanzo: 3 Ronga, Velotto: 1 | Marcatori | 3: S. Luongo, Petković 2: Lanzoni 1: Astarita, Paškvalin, Pérez, Rossi, ScottG. i |

| Arbitri: | Massimiliano Caputi Luca Castagnola |

|                                                        |           |                                                  |
| Cesini, Ferraris, Foti, Gaffuri, Krizman, Milaković: 1 | Marcatori | 4: Brguljan 2: G. Mattiello 1: Borrelli, Velotto |

| Arbitri: | Roberto Petronilli Fabio Ricciotti |

|                                               |           |                                                                                               |
| Brguljan, Buonocore: 2 Migliaccio, Velotto: 1 | Marcatori | 5: Prlainović 4: F. Di Fulvio 3: Figari, Ivović 2: Giacoppo 1: Fondelli, N. Gitto, F. Lapenna |

| Arbitri: | Luca Bianco Giuseppe Fusco |

|                                                    |           |                                                                          |
| Coppoli: 4 Ercolano: 2 Brancatello, Dani, Gobbi: 1 | Marcatori | 4: Brguljan 3: Baraldi 2: Buonocore 1: Campopiano, G. Mattiello, Velotto |

| Arbitri: | Leonardo Ceccarelli Giovanni Lo Dico |

|                                                                                |           |                                                  |
| Brguljan: 4 Borrelli, Buonocore: 2 Baraldi, Esposito, G. Mattiello, Velotto: 1 | Marcatori | 3: Murro 1: Banovac, Cuccovillo, Innocenzi, Rigo |

| Arbitri: | Fabio Collantoni Bruno Navarra |

|                                                                 |           |                                                                    |
| Đ. Filipović: 4 M. Luongo: 3 Bini, B. Ivović, Razzi, Sadovyy: 1 | Marcatori | 3: Brguljan, Migliaccio 1: Baraldi, Buonocore, Campopiano, Velotto |

| Arbitri: | Marco Piano Stefano Pinato |

|                                                     |           |                                                 |
| G. Mattiello: 3 Esposito, Migliaccio: 2 Borrelli: 1 | Marcatori | 3: Cannella, Vittorioso 2: Samuels 1: Maddaluno |

| Arbitri: | Massimiliano Caputi Giovanni Lo Dico |

|                                                                    |           |                                                         |
| Deserti, Guidaldi, Ravina: 2 De Trane, A. Di Somma, E. Di Somma: 1 | Marcatori | 3: Brguljan 1: Baraldi, Campopiano, Migliaccio, Velotto |

#### Girone di ritorno
| Arbitri: | Roberto Petronilli Stefano Riccitelli |

|                                                                  |           |                                    |
| Brguljan: 4 Campopiano: 3 Buonocore, G. Mattiello, Migliaccio: 1 | Marcatori | 2: Damonte 1: Colombo, Mistrangelo |

| Arbitri: | Mario Bianchi Fabio Ricciotti |

|                                                                                                |           |                                           |
| Napolitano, Rizzo: 3 Molina: 2 D. Fiorentini, Nora, F. Pagani, C. Presciutti, N. Presciutti: 1 | Marcatori | 3: Brguljan, Velotto 2: Esposito 1: Ronga |

| Arbitri: | Daniele Bianco Alessandro Severo |

|                                                |           |                                           |
| Brguljan: 4 Campopiano, Migliaccio, Velotto: 1 | Marcatori | 3: Gallo 2: Bertoli 1: Mandolini, Radović |

| Arbitri: | Marco Ercoli Massimo Filippo Gomez |

|                                                        |           |                                                                                       |
| S. Luongo: 4 Petković: 3 M. Gitto, Lanzoni: 2 Rossi: 1 | Marcatori | 4: Brguljan 1: Baraldi, Borrelli, Campopiano, Di Costanzo, Migliaccio, Ronga, Velotto |

| Arbitri: | Gianluca Centineo Giovanni Lo Dico |

|                                                                       |           |                                                 |
| Brguljan: 3 Migliaccio: 2 Baraldi, Buonocore, Di Costanzo, Velotto: 1 | Marcatori | 2: Jelača, Milaković 1: Ferraris, Foti, Krizman |

| Arbitri: | Raffaele Colombo Giovanni Del Bosco |

| |           |                                                            |
| N. Gitto: 3 Pijetlović: 2 F. Di Fulvio, Felugo, Figari, Fondelli, Giacoppo, Giorgetti, Prlainović: 1 | Marcatori | 2: Velotto 1: Borrelli, Brguljan, G. Mattiello, Migliaccio |

| Arbitri: | Stefano Pinato Roberto Petronilli |

|                                                        |           |                                 |
| Brguljan: 4 G. Mattiello: 2 Di Costanzo, Migliaccio: 1 | Marcatori | 2: Coppoli 1: Gambacorta, Liang |

| Arbitri: | Leonardo Ceccarelli Marco Piano |

|                                                  |           |                                                                     |
| Innocenzi, Reynolds: 2 Mirarchi, Parisi, Rigo: 1 | Marcatori | 2: Brguljan 1: Baraldi, Borrelli, Campopiano, G. Mattiello, Velotto |

| Arbitri: | Massimo Savarese Stefano Scappini |

|                                        |           |                                                               |
| Brguljan, Di Costanzo: 2 Migliaccio: 1 | Marcatori | 2: Razzi 1: Bini, A. Di Fulvio, B. Ivović, M. Luongo, Sadovyy |

| Arbitri: | Fabio Brasiliano Alberto Rovida |

|                                                               |           | |
| A. Calcaterra, Cannella: 4 Samuels: 3 Vittorioso: 2 Gianni: 1 | Marcatori | 4: Brguljan 3: G. Mattiello 2: Baraldi, Di Costanzo, Esposito 1: Borrelli, Campopiano, Migliaccio, Velotto |

| Arbitri: | Gianluca Centineo Massimiliano Caputi |

|                                                         |           |                                                              |
| Migliaccio: 3 Brguljan: 2 Baraldi, Esposito, Velotto: 1 | Marcatori | 3: Deserti 2: De Trane 1: Boero, E. Di Somma, Monari, Ravina |

#### Playoff - Quarti di finale
| Arbitri: | Mario Bianchi Fabio Ricciotti |

|                                                         |           |                                                              |
| Brguljan: 2 Borrelli, Buonocore, Migliaccio, Velotto: 1 | Marcatori | 3: C. Presciutti 2: Molina, Rizzo 1: Giorgi, Nora, F. Pagani |

| Arbitri: | Leonardo Ceccarelli Giuseppe Fusco |

|                                                                                    |           |                                                          |
| Bodegas, Molina, Nora, N. Presciutti: 2 Giorgi, F. Pagani, C. Presciutti, Rizzo: 1 | Marcatori | 2: Brguljan, Velotto 1: Baraldi, Campopiano, Di Costanzo |

#### Playoff - Semifinali 5º posto
| Arbitri: | Stefano Pinato Luca Castagnola |

|                                                                                           |           |                                                        |
| Brguljan, Di Costanzo, Migliaccio, G. Mattiello: 2 Baraldi, Campopiano, Ronga, Velotto: 1 | Marcatori | 2: Radović 1: Bertoli, Dolce, Gallo, Klikovac, Saccoia |

| Arbitri: | Fabio Brasiliano Fabio Ricciotti |

|                                                           |           |                                                 |
| Gallo: 2 Bertoli, Foglio, Klikovac, Mandolini, Saccoia: 1 | Marcatori | 2: G. Mattiello 1: Borrelli, Buonocore, Velotto |

| Arbitri: | Massimo Filippo Gomez Bruno Navarra |

|                                         |           |                                           |
| Klikovac: 2 Bertoli, Briganti, Gallo: 1 | Marcatori | 4: Di Costanzo 2: Migliaccio 1: Buonocore |

#### Playoff - Finale 5º-6º posto
| Arbitri: | Gianluca Centineo Roberto Petronilli |

|                                                                |                      |                                                                                  |
| Ravina: 3 De Trane: 2 A. Di Somma, Guidaldi, Loomis, Monari: 1 | Marcatori            | 2: Migliaccio, Velotto 1: Baraldi, Buonocore, Campopiano, Esposito, G. Mattiello |
| A. Di Somma Guidaldi Ravina Loomis De Trane                    | Tiri di rigore 3 – 4 | Baraldi Di Costanzo Brguljan Campopiano Migliaccio                               |

| Arbitri: | Luca Bianco Fabio Ricciotti |

|                                                             |           |                                                      |
| Baraldi, Brguljan: 3 Di Costanzo, Esposito, G. Mattiello: 1 | Marcatori | 2: A. Di Somma, Guidaldi, Ravina 1: De Trane, Monari |

### Coppa Italia

#### Prima fase
Due gruppi da quattro squadre ciascuno. Il CC Napoli è incluso nel gruppo B.
| Arbitri: | Roberto Petronilli Leonardo Ceccarelli |

|                                                          |           |                                                            |
| M. Luongo: 6 A. Di Fulvio: 3 Đ. Filipović, M. Lapenna: 1 | Marcatori | 2: Brguljan 1: Buonocore, Di Costanzo, Migliaccio, Velotto |

| Arbitri: | Fabio Collantoni Roberto Petronilli |

|                                                                                 |           |                                                             |
| Brguljan: 3 Di Costanzo, Migliaccio: 2 Baraldi, Buonocore, Esposito, Velotto: 1 | Marcatori | 3: Jelača 2: Foti, Kritzman 1: Cesini, Milaković, E. Pagani |

| Arbitri: | Fabio Collantoni Leonardo Ceccarelli |

|                                                        |           |                                                                                |
| De Trane, Deserti, Guidaldi, Monari, Novara, Ravina: 1 | Marcatori | 4: Campopiano 2: Migliaccio 1: Baraldi, Brguljan, G. Mattiello, Ronga, Velotto |

#### Seconda fase
Due gruppi da quattro squadre ciascuno. Il CC Napoli è qualificato dalla prima fase e inquadrata nel gruppo D.
| Arbitri: | Roberto Petronilli Alessandro Severo |

|                                                               |           |                                                                |
| Brguljan, Campopiano: 2 Borrelli, Esposito, Ronga, Velotto: 1 | Marcatori | 3: Lanzoni, Marziali, Paškvalin, Petković 2: M. Gitto 1: Rossi |

| Arbitri: | Attilio Paoletti Luca Castagnola |

| |           |               |
| Nora, C. Presciutti: 4 Molina, Napolitano, N. Presciutti: 2 Bodegas, D. Fiorentini, Giorgi, Rizzo: 1 | Marcatori | 1: Campopiano |

| Arbitri: | Stefano Riccitelli Luca Castagnola |

|                                           |           |                                                  |
| Bertoli, Dolce: 2 Klikovac, RenzutI. o: 1 | Marcatori | 5: Brguljan 2: Campopiano 1: G. Mattiello, Ronga |

## Statistiche

### Statistiche di squadra
- Gli incontri del secondo turno di Coppa Italia contro Acquachiara e Posillipo alla Piscina Felice Scandone (piscina che ospita gli incontri casalinghi di tutte e tre le squadre) sono considerati in campo neutro.

| Competizione | Punti | In casa | In casa | In casa | In casa | In casa | In casa | In trasferta | In trasferta | In trasferta | In trasferta | In trasferta | In trasferta | Neutro | Neutro | Neutro | Neutro | Neutro | Neutro | Totale | Totale | Totale | Totale | Totale | Totale | DR  |
| Competizione | Punti | G       | V       | N       | P       | Gf      | Gs      | G            | V            | N            | P            | Gf           | Gs           | G      | V      | N      | P      | Gf     | Gs     | G      | V      | N      | P      | Gf     | Gs     | DR  |
| ------------ | ----- | ------- | ------- | ------- | ------- | ------- | ------- | ------------ | ------------ | ------------ | ------------ | ------------ | ------------ | ------ | ------ | ------ | ------ | ------ | ------ | ------ | ------ | ------ | ------ | ------ | ------ | --- |
| Serie A1     | 26    | 11      | 4       | 1       | 6       | 86      | 99      | 11           | 4            | 1            | 6            | 99           | 108          | 0      | 0      | 0      | 0      | 0      | 0      | 22     | 8      | 2      | 12     | 185    | 206    | -21 |
| Playoff      | -     | 3       | 2       | 0       | 1       | 27      | 25      | 4            | 1            | 1            | 2            | 28           | 33           | 0      | 0      | 0      | 0      | 0      | 0      | 6      | 3      | 1      | 3      | 55     | 58     | -3  |
| Coppa Italia | -     | 1       | 0       | 0       | 1       | 1       | 18      | 0            | 0            | 0            | 0            | 0            | 0            | 5      | 3      | 0      | 2      | 45     | 52     | 6      | 3      | 0      | 3      | 46     | 70     | -24 |
| Totale       | -     | 15      | 6       | 1       | 8       | 114     | 142     | 15           | 5            | 2            | 8            | 127          | 141          | 5      | 3      | 0      | 2      | 45     | 52     | 35     | 14     | 3      | 18     | 286    | 334    | -48 |

### Classifica marcatori
| Tot. | Giocatore               | A1 | CI |
| ---- | ----------------------- | -- | -- |
| 82   | Darko Brguljan          | 69 | 13 |
| 31   | Massimiliano Migliaccio | 26 | 5  |
| 29   | Alessandro Velotto      | 25 | 4  |
| 27   | Luigi Di Costanzo       | 24 | 3  |
| 23   | Fabio Baraldi           | 21 | 2  |
| 23   | Eduardo Campopiano      | 14 | 9  |
| 23   | Giuliano Mattiello      | 21 | 2  |
| 17   | Fabrizio Buonocore      | 15 | 2  |
| 12   | Umberto Esposito        | 10 | 2  |
| 11   | Biagio Borrelli         | 10 | 1  |
| 8    | Fabio Ronga             | 5  | 3  |